# Nketoana
Nketoana es un municipio local sudafricano situado en el distrito de Thabo Mofutsanyana, en la provincia de Estado Libre.

## Superficie
Nketoana tiene una superficie de 5605 km².

## Demografía
En 2022, tenía 66 488habitantes, una densidad poblacional de 11,86 hab./km², y 19 738 viviendas.